# Konfrontacja izraelsko-palestyńska (2012)
Konfrontacja izraelsko-palestyńska rozpoczęła się 9 marca 2012 izraelskim nalotem na Strefę Gazy i śmiercią sekretarza generalnego Ludowych Komitetów Oporu – Zohaira al-Qaisiego. Była to odpowiedź na wcześniejsze ostrzały rakietowe terytorium Izraela. Konfrontacja zakończona została formalnie rozejmem 13 marca 2012.

## Tło
Na przełomie 2008 i 2009 Izrael przeprowadził w Strefie Gazy szeroko zakrojoną operację Płynny Ołów w której zginęło 1350 Palestyńczyków. Po tym wydarzeniu, palestyńskie bojówki na krótki okres ograniczyły ataki rakietowe na Izrael, jednak później rebelianci bardzo często bombardowali prostymi rakietami Kassam oraz Grad terytorium Izraela. Ataki te z reguły nie powodowały większych szkód.
W sierpniu 2011 doszło do podobnej konfrontacji izraelsko-palestyńskiej. Wówczas doszło do ataku na izraelski autobus na południu Izraela w którym zginęło sześć osób. Za atakiem stali egipscy beduini, jednak Izrael obarczył odpowiedzialnością za atak rebeliantów z Gazy, biorą krwawy odwet na nich, zabijając 14 Palestyńczyków.

## Przebieg wydarzeń

### 9 marca
9 marca w odwecie na ostrzał rakietowy, izraelskie lotnictwo dokonało bombardowania Gazy w którym zginął Zohair al-Qaisi. Jeszcze tego samego dnia bojówki Ludowych Komitetów Oporu przystąpiły do ponownych ostrzałów rakietowych. Rakiety które spadały na terytorium Izraela raniły troje cywilów. Podczas ataków wykorzystywano system obronny Żelazna Kopuła (Iron Dome).
Chronologicznie wystrzelone rakiety przez palestyńskich bojowników:
- Dwie rakiety spady na Samorząd Regionu Eszkol.
- Wczesny wieczorem cztery rakiety Grad na Aszdod, Gan Jawne i Kirjat Malachi zostały przechwycone przez Żelazną Kopułę.
- Późnym wieczorem kilka rakiet spadło na miasto Beer Szewa. Jedna rakieta została przechwycona przez Żelazną Kopułę.
- Sześć rakiet Kassam spadło na Samorząd Regionu Sza’ar ha-Negew, Samorząd Regionu Sedot Negew oraz Samorząd Regionu Eszkol.

W odpowiedzi izraelskie lotnictwo dokonało nalotu na Strefę Gazy w wyniku którego śmierć poniosło 15 rebeliantów, którzy przygotowywali wyrzutnie rakietowe do wystrzelenia kolejnych pocisków.

### 10 marca

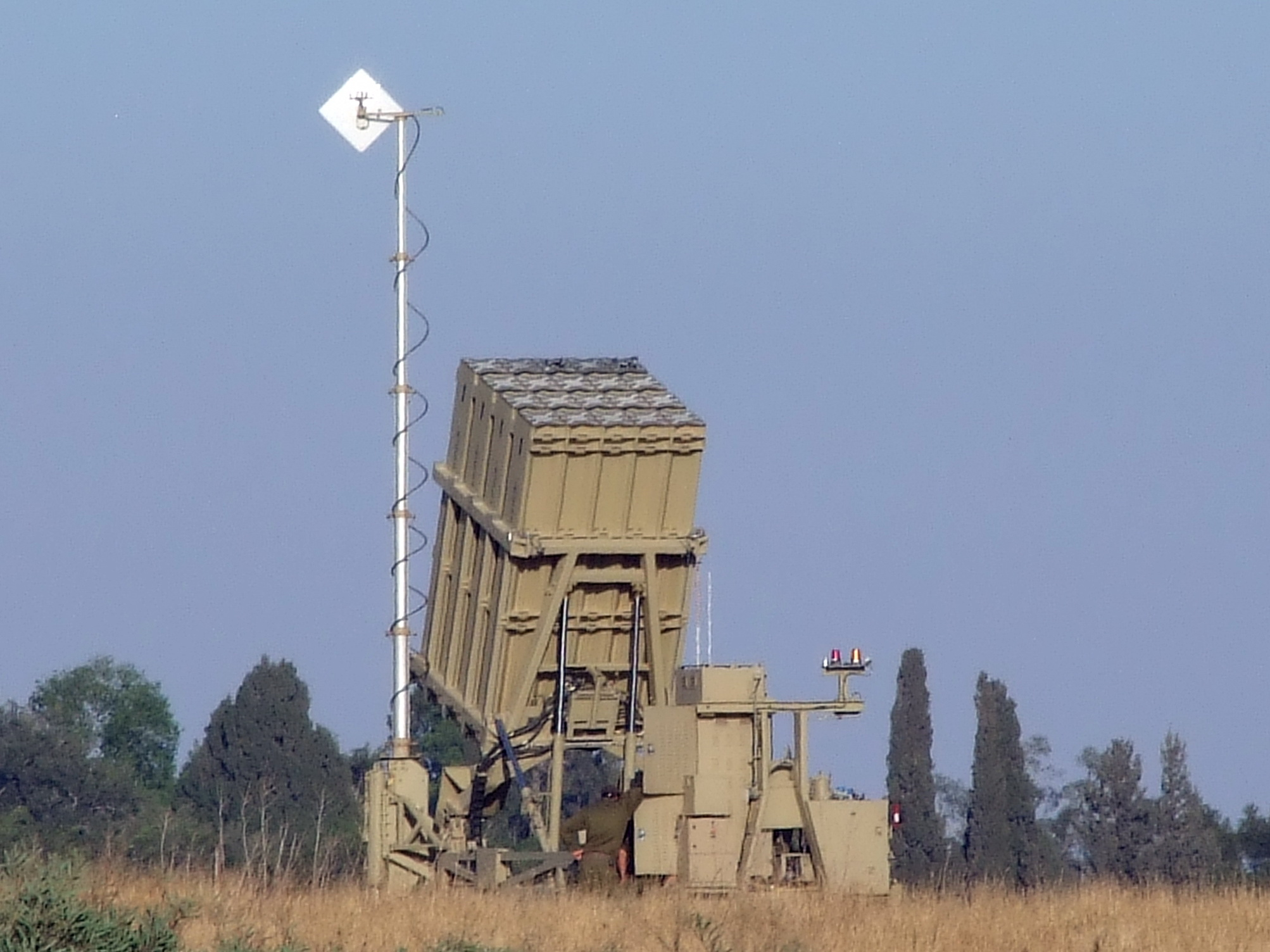
Izrael w obronie wykorzystał system Żelazna Kopuła. Dużą skutecznością wykazała się w szczególności w mieście Aszdod.

- Nocą rakieta, które spadła na Beer Szewa, uszkodziły budynek i spowodowały alarm i ewakuację okolicznych mieszkańców. Druga rakieta została przechwycona przez system obronny.
- Dwie rakiety odpalone na Aszdod zostały przechwycone przez Żelazną Kopułę.
- Trzecia wystrzelona na Beer Szewę, spadła na pole poza miastem.
- Dwie rakiety spadły na samorząd regionu Eszkol.
- Jedna rakieta spadła w okolicach Sederot. Wywołało to alarm przeciwrakietowy w mieście.
- Rakieta Kassam eksplodowała w samorządzie regionu Sza’ar ha-Negew.
- Dwie rakiety zostały przechwycone przez Żelazną Kopułę nad Aszkeolonem.
- Dwie kolejne rakiety spadły na Eszkol.
- Odpalone dwie kolejne rakiety spadły na Netiwot oraz Sederot.
- Tuż przed godz. 14:00 rakieta spadła na farmę pod Eszkolem.
- Cztery następne rakiety spały na samorząd regionu Sza’ar ha-Negew.
- Po południu dwie kolejne spadły na samorząd regionu Eszkol.
- Wieczorem dwie rakiety zostały przechwycone przez Żelazna Kopułę nad Aszdod. W mieście ogłoszono alarm przeciwrakietowy. Kolejna rakieta została przechwycona po zapadnięciu zmroku
- W nocy rakieta spadła na Samorząd Regionu Be’er Towijja
- Kassam spadła na farmę pod Kirjat Malachi, zabijając konia.
- Dwie rakiety odpalono na Aszdod.
- Pięć rakiet eksplodowało w otwartym terenie pod Eszkolem.

W okolicach przygranicznych ze Strefą Gazy zamknięto szkoły i uniwersytety.

### 11 marca
Na Izrael tego dnia spadło 39 rakiet:
- Rano dwie rakiety spadły na Eszkol oraz Aszdod.
- Przedpołudniem  kilka rakiet zostało odpalonych na Aszodod. Jedna została przejęta przez Żelazną Kopułę
- Rakiety, które spadły na Beer Szewę uszkodziły szkołę, pojazd i rury kanalizacyjne.
- Dwie rakiety spadły na Ofakim.
- Pięć rakiety eksplodowały w regionie Eszkol.
- Sześć rakiet zostało przechwyconych nad Aszkelonem

W nocnym nalocie na Gazę zginął jeden cywil.

### 12 marca
Na Izrael tego dnia spadły 42 rakiety:
- W nocy siedem rakiet Kassam spadło na region Eszkol. Uszkodzonych zostało kilka domów i pojazdów.
- Rano dwie rakiety spadły na Beer Szewę, jedna została przechwycona przez Żelazną Kopułę.
- Rano pięć rakiet zostało przechwyconych, a jedna spadła na Aszdod.
- Dwie ciężarówki został ostrzelane przez bojowników na pograniczu Gazy.
- W południe rakieta Kassam spadła na region Eszkol.
- Ok. godz. 13:00 dwie rakiety Grad eksplodowały w Beer Szewie.
- Ok. godz. 13:30 dwie rakiety uderzyły w Gederę. Dwa samochody zostały zniszczone.
- Ok. godz. 14:30 trzy rakiety spadły na region Eszkol.
- W tym samym czasie jedna rakieta spadła na Aszdod. Odłamki pocisku raniły dwie osoby. Kilka pojazdów zostało uszkodzonych. Po chwili dwie kolejne rakiety zostały przechwycone.
- Ok. godz. 16:30 rakieta spadła na Ofakim.
- Ok. godz. 17:00 rakieta odpalona na Aszdod została przechwycona.
- Ok. godz. 18:30 dwie rakiety eksplodowały pod Eszkolem.
- Ok. godz. 20:00 dwie rakiety zostały przechwycone nad Aszkelonem.
- Ok. godz. 21:00 prowadzono ostrzał moździerzowy w kierunku Izraela.
- Ok. godz. 22:00 na region Eszkol spadła następna rakieta Kassam.

W odwecie Izrael zniszczył dziewięć celów na terytorium Gazy. W nalotach zginęło sześciu cywilów w tym 16-latek, a 24 osoby odniosły rany. Liczba zabitych bojowników wzrosła do 18. Łącznie śmierć poniosło 25 Palestyńczyków w 37 nalotach.

### 13 marca
O północy wprowadzono dwustronne zawieszenie broni. Mimo rozejmu Palestyńczycy odpalili kilka rakiet:
- Nocą rakieta spadła na region Sza’ar ha-Negew.
- Rano prowadzono ostrzał moździerzowy Aszkelonu.
- Rakieta Kassam spadła na region Eszkol.
- Ok. godz. 12:00 odpalono sześć pocisków moździerzowych na Eszkol.
- Ok. godz. 19:00 rakietę Kassam odpalono na rejon Aszkelon.
- Ok. godz. 20:00 prowadzono ostrzał moździerzowy Eszkolu.
- Ok. godz. 23:00 rakieta spadła na Netiwot. Ranny został jeden cywil.

W nocy z 13 na 14 marca Izrael dokonał nalotu na struktury rebelianckie w Gazie. Bombardowanie nie przyniosło ofiar.
Było to najpoważniejsze starcie na pograniczu Strefy Gazy od czasu wojny z przełomu 2008/2009. W wymianie ciosów nie zaangażował się rządzący Strefą Gazy Hamas.